# Zuidhofspolder
De Zuidhofspolder  is een voormalig waterschap in de provincie Groningen.
De polder was gelegen ten noorden van Onderdendam tussen het Warffumermaar en de Delthe in, van het punt waar deze twee bij elkaar komen bij de Scheeftil tot de polder Bijlven die zo'n 1,5 km noordelijk lag. De molen stond ongeveer in het midden van de polder en sloeg uit op een sloot die uitmondde in de Delthe.
Waterstaatkundig gezien ligt het gebied sinds 1995 binnen dat van het waterschap Noorderzijlvest.